# 尉相愿
尉相愿（？—？），代人，代郡平城县（今山西省大同市）人，北齐官员。

## 生平
尉相愿强干有胆略，在天保十年（559年）任伏波将军，封始平县开国子。武平末年，尉相愿官至开府仪同三司、领军大将军。从平阳到并州及到邺城，尉相愿不时的决计要杀死高阿那肱，废齐后主高纬立广宁王高孝珩为皇帝。承光元年（577年）正月，高孝珩与呼延族、莫多娄敬显、尉相愿共同谋划，于正月五日（577年2月8日）动手，高孝珩在千秋门斩杀高阿那肱，尉相愿在皇宫内以禁军接应，呼延族与莫多娄敬显从游豫园率领士兵出动。高阿那肱从别宅走小道入宫，高孝珩的谋划没能实现。高阿那肱和韩长鸾害怕高孝珩生变，将高孝珩调出朝廷中央外任沧州刺史，尉相愿拔佩刀砍柱子叹息说:“大事已去，还有什么可说的！”
承光元年二月，北周齐王宇文宪攻至信都，任城王高湝在城南抵抗宇文宪。不久，高湝任命的领军尉相愿假装巡视阵地，就率领军队向宇文宪投降。尉相愿本来是高湝的心腹，北齐众人为此感到惊恐害怕，高湝大怒，杀死了尉相愿的妻子儿女。

## 其他
武平二年（571年），高长恭代替段韶都督各路军队进攻定阳，高长恭很是收受贿赂，他的下属尉相愿说：“王既然受到朝廷的委托，为什么变得如此贪婪残忍？”高长恭没有回答。尉相愿说：“难道不是因为邙山大捷，您担心权势压力受到猜忌，想要自我玷污？”高长恭说：“是的。”尉相愿说：“朝廷如果猜忌您，就会用这贪污受贿的事情来定罪惩罚，您想求福反而会加速祸患的到来。”高长恭哭泣留下眼泪，屈膝向前请求尉相愿给以保全性命的办法。尉相愿说：“王先前有功，现在又报告打胜仗，声威很大，应该托病在家，不要参与政事。”高长恭认为尉相愿说的有理，但没能离开职守。
河清四年（565年），北齐宫殿上的石板自行跃起，两两互相撞击。眭孟认为石头是阴类，下人的象征，殿上石头自行跃起是左右臣子和亲人背叛离开的征兆。等到周军东征，尉相愿、乞扶贵和与乞扶令和兄弟、韩建业之流，都背叛归附了北周。

## 家庭

### 曾祖
- 尉某，北魏襄城庄公[1]

### 祖父
- 尉某，北魏骠骑文贞公[1]

### 父母
- 尉檦，北齐卫大将军、仪同三师、武乡县开国子[1]，追赠司徒、海昌王
- 王金姬[1]

### 兄弟姐妹
- 尉相贵，北齐开府仪同三司、晋州道行台尚书仆射、晋州刺史、海昌王